# Ioscytus politus
Ioscytus politus är en insektsart som först beskrevs av Philip Reese Uhler 1877.  Ioscytus politus ingår i släktet Ioscytus och familjen strandskinnbaggar.

## Underarter
Arten delas in i följande underarter:
- I. p. politus
- I. p. flavicosta